# Jorge Couto
Jorge António Pinto do Couto (ur. 1 lipca 1970 w Feirze) – portugalski piłkarz grający na pozycji bocznego pomocnika. W swojej karierze rozegrał 6 meczów w reprezentacji Portugalii.

## Kariera klubowa
Swoją karierę piłkarską Couto rozpoczął w klubie AD Argoncilhe. Następnie podjął treningi w FC Porto. W 1988 roku został wypożyczony na rok do Gil Vicente FC, w którym grał w drugiej lidze. W 1989 roku wrócił do Porto. 26 sierpnia 1989 zaliczył debiut w pierwszej lidze portugalskiej w wygranym 2:0 wyjazdowym meczu z FC Penafiel. Od czasu debiutu był podstawowym zawodnikiem Porto. W sezonach 1989/1990, 1991/1992, 1992/1993, 1994/1995 i 1995/1996 wywalczył z Porto pięć tytułów mistrza Portugalii. Wraz z Porto zdobył też dwa Puchary Portugalii w sezonach 1990/1991 i 1993/1994 oraz cztery Superpuchary Portugalii w latach 1990, 1991, 1993, 1994. W Porto grał do końca sezonu 1995/1996. Rozegrał w nim 130 meczów i strzelił 11 goli.
Latem 1996 Couto przeszedł do innego klubu z Porto, Boavisty. Swój debiut w Boaviście zanotował 24 sierpnia 1996 w meczu z CF Os Belenenses (4:2). W sezonie 2000/2001 wywalczył z Boavistą mistrzostwo Portugalii. Z klubem tym zdobył też krajowy puchar (1997) i dwa superpuchary (1996, 1997). W Boaviście grał do końca swojej kariery, czyli do zakończenia sezonu 2002/2003.
| Sezon   | Klub           | Kraj       | Rozgrywki     | Mecze | Bramki |
| ------- | -------------- | ---------- | ------------- | ----- | ------ |
| 1988/89 | Gil Vicente FC | Portugalia | Segunda Liga  | ?     | ?      |
| 1989/90 | FC Porto       | Portugalia | Primeira Liga | 26    | 2      |
| 1990/91 | FC Porto       | Portugalia | Primeira Liga | 33    | 2      |
| 1991/92 | FC Porto       | Portugalia | Primeira Liga | 18    | 1      |
| 1992/93 | FC Porto       | Portugalia | Primeira Liga | 25    | 2      |
| 1993/94 | FC Porto       | Portugalia | Primeira Liga | 14    | 1      |
| 1994/95 | FC Porto       | Portugalia | Primeira Liga | 4     | 0      |
| 1995/96 | FC Porto       | Portugalia | Primeira Liga | 10    | 3      |
| 1996/97 | Boavista FC    | Portugalia | Primeira Liga | 22    | 1      |
| 1997/98 | Boavista FC    | Portugalia | Primeira Liga | 31    | 4      |
| 1998/99 | Boavista FC    | Portugalia | Primeira Liga | 34    | 5      |
| 1999/00 | Boavista FC    | Portugalia | Primeira Liga | 22    | 1      |
| 2000/01 | Boavista FC    | Portugalia | Primeira Liga | 17    | 3      |
| 2001/02 | Boavista FC    | Portugalia | Primeira Liga | 11    | 0      |
| 2002/03 | Boavista FC    | Portugalia | Primeira Liga | 20    | 2      |

## Kariera reprezentacyjna
W reprezentacji Portugalii Couto zadebiutował 19 grudnia 1990 roku w wygranym 1:0 towarzyskim meczu ze Stanami Zjednoczonymi, rozegranym w Maii. Od 1990 do 1998 roku rozegrał w kadrze narodowej 6 meczów.
W 1989 roku Couto wywalczył z kadrą U-20 mistrzostwo świata.
| Mecze i gole w reprezentacji | Mecze i gole w reprezentacji | Mecze i gole w reprezentacji | Mecze i gole w reprezentacji | Mecze i gole w reprezentacji | Mecze i gole w reprezentacji | Mecze i gole w reprezentacji |
| #                            | Data                         | Stadion                      | Rywal                        | Wynik                        | Gol                          | Rozgrywki                    |
| 1990                         | 1990                         | 1990                         | 1990                         | 1990                         | 1990                         | 1990                         |
| ---------------------------- | ---------------------------- | ---------------------------- | ---------------------------- | ---------------------------- | ---------------------------- | ---------------------------- |
| 1.                           | 19.12.1990                   | Maia, Portugalia             | Stany Zjednoczone            | 1:0                          | 0                            | towarzyski                   |
| 1992                         |                              |                              |                              |                              |                              |                              |
| 2.                           | 03.06.1992                   | Chicago, Stany Zjednoczone   | Stany Zjednoczone            | 0:1                          | 0                            | USA Cup 1992                 |
| 3.                           | 07.06.1992                   | Boston, Stany Zjednoczone    | Irlandia                     | 0:2                          | 0                            | USA Cup 1992                 |
| 4.                           | 11.11.1992                   | Saint-Ouen, Francja          | Bułgaria                     | 2:1                          | 0                            | towarzyski                   |
| 1994                         |                              |                              |                              |                              |                              |                              |
| 5.                           | 20.04.1994                   | Oslo, Norwegia               | Norwegia                     | 0:0                          | 0                            | towarzyski                   |
| 1998                         |                              |                              |                              |                              |                              |                              |
| 6.                           | 18.11.1998                   | Setúbal, Portugalia          | Izrael                       | 2:0                          | 0                            | towarzyski                   |